# ستيفن ماركي
ستيفن ماركي (بالإنجليزية: Stephen Marche)‏ (1976، إدمونتون في كندا)؛ روائي كندي. درس في جامعة تورنتو.